# Polygonatum × pseudopolyanthemum
Polygonatum × pseudopolyanthemum là một loài thực vật có hoa lai ghép trong họ Asparagaceae. Loài này được Miscz. ex Grossh. miêu tả khoa học đầu tiên năm 1928.